# طريق النحل (فلم)
طريق النحل هو فيلمٌ سوريٌ أخرجه عبد اللطيف عبد الحميد، عُرض في أكتوبر 2017. كما عُرض في مهرجان القاهرة السينمائي الدولي في نوفمبر من نفس العام.
اسم الفيلم مأخوذ من أغنية لفيروز بنفس الاسم.

## قصة الفيلم
يسعى المخرج جميل (عبد اللطيف عبد الحميد) إلى إيجاد بطلة لفيلمه الجديد، واختبر عشرات الممثلات إلى أن وجد ضالته في ليلى (جيانا عنيد).
يتضح أن ليلى، التي تدرس الطب البيطري، قد هاجرت بسبب ظروف الحرب في سوريا، من مدينة حمص رفقة أخيها مدحت (وائل زيدان)، بعد أن مات في الحرب كل أفراد عائلتها. وانتقوا إلى الإقامة في بيت دمشقي قديم، ومع مرور الوقت نرى أن هناك ثلاثة أشخاص يحبونها، وهي محتارة في اختيار أيٍ منهم:
الأول هو عادل ابن خالتها، الذي اختفي بسبب الحرب، ثم اتضح أنه هاجر لألمانيا، ثم اتصل بيها، وأكد أنه لا يزال يحبها، ويرغب أن تلحقه إلى ألمانيا.
الثاني هو رمزي بلوط (يامن حجلي)، وهو مستأجر في البيت الدمشقي، كان مقيماً في الرقة، وهو يعمل ممرضاً في الإسعاف، ولديه موهبة تقليد الأصوات. يُعجب رمزي بليلى التي تقيم معه في نفس البيت.
الثالث هو النجم اللبناني سليم (بيير داغر)، وهو ممثل كهل وثري ووسيم، ويعيش مع ابنته وحفيده، وهو بطل الفيلم الذي تمثله ليلى، ويخرجه جميل.
تعيش ليلى طوال الفيلم في حيرة من أمرها، فأي حبيب تختاره من بين هؤلاء الثلاثة؟

## أبطال الفيلم
- جيانا عنيد في دور ليلى.
- وائل زيدان في دور مدحت، أخو ليلى.
- يامن حجلي في دور رمزي بلوط.
- بيير داغر في دور سليم.
- نور الوزير في دور فدوى، بنت سليم.
- عبد اللطيف عبد الحميد في دور المخرج جميل.

## إنتاج الفيلم
الفيلم من إنتاج المؤسسة العامة للسينما في سوريا، وتأليف مخرج الفيلم عبد اللطيف عبد الحميد، وهو أول ظهور في السينما السورية لكل من الممثلة السورية جيانا عنيد، والممثل اللبناني بيير داغر، كما يشترك في بطولة الفيلم كلٌ من يامن حجلي، وعبد اللطيف عبد الحميد، وبيدروس برصوميان، ووائل زيدان. كما يظهر كضيوف شرف كلٌ من سلاف فواخرجي، وقاسم ملحو، وأحمد إبراهيم أحمد.